# Biophytum puliyangudiense
Biophytum puliyangudiense är en harsyreväxtart som beskrevs av Rajakumar, Selvak., S.Murug. & Chellap.. Biophytum puliyangudiense ingår i släktet Biophytum och familjen harsyreväxter. Inga underarter finns listade i Catalogue of Life.